# Spineboard

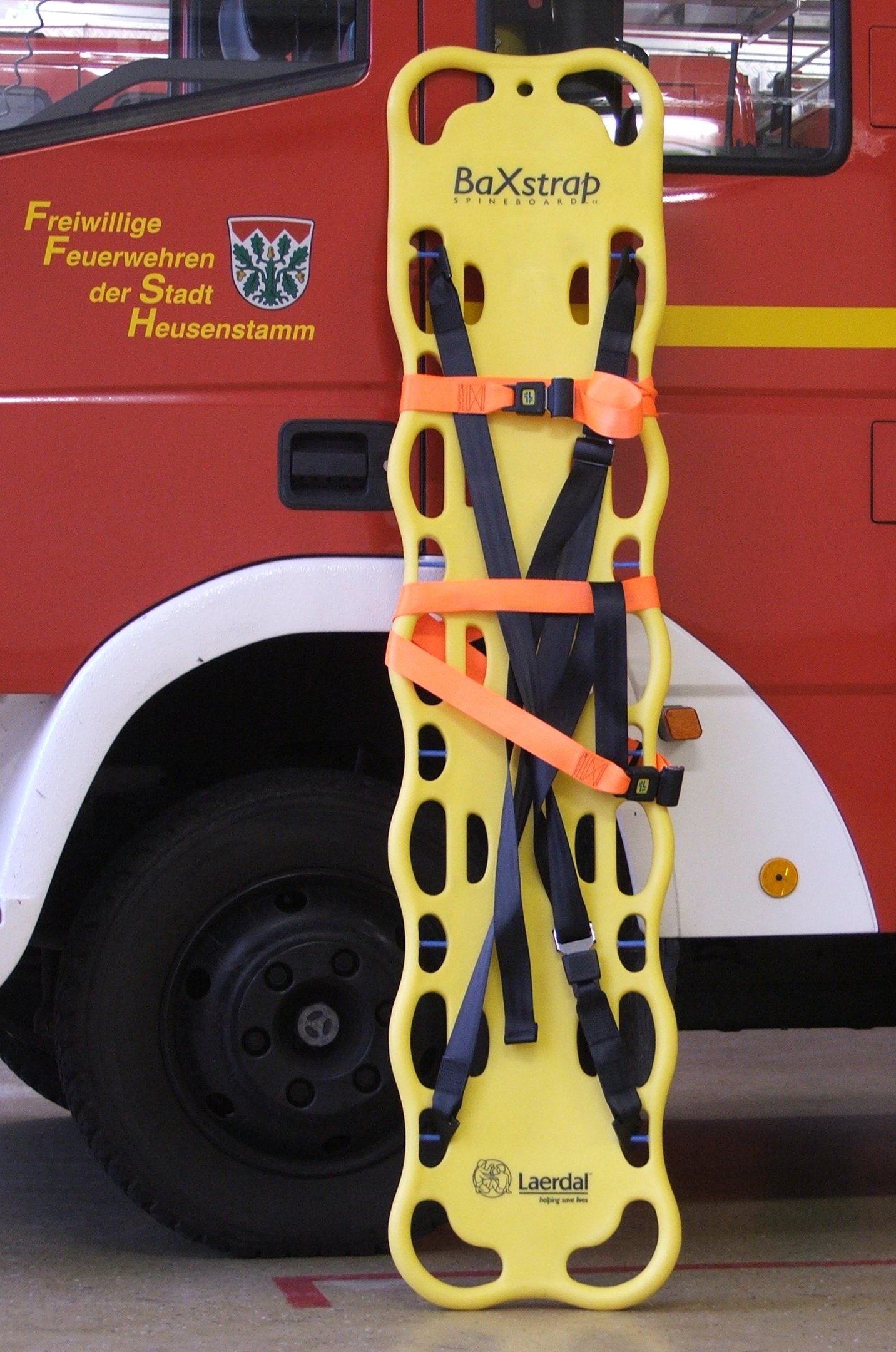
Ein Spineboard mit einem mehrteiligen Gurtsatz zur Patientenfixierung

Das Spineboard, je nach Hersteller auch Millerboard oder Backboard genannt, ist ein Hilfsmittel zur Rettung verunglückter Personen, bei denen eine Verletzung der Wirbelsäule nicht auszuschließen ist. Das Spineboard besteht entweder aus Holz oder auch aus Hartplastik- und Kunststoffverbundmaterial, je nach Hersteller werden 150 bis 1100 Kilogramm Tragfähigkeit angegeben. Es ist meistens komplett röntgendurchlässig und Computertomographie- bzw. MRT-geeignet.
Für biegesteifen Leichtbau ist es innen hohl oder geschäumt und dadurch schwimmfähig und etwas auftriebliefernd und somit auch für die Wasserrettung günstig.

## Form und Maße
Typisch ist eine Länge von 183 cm und einer Breite von 40 bis 45 cm bei sechs bis sieben Kilogramm Gewicht. Kürzere Typen fixieren nur Kopf und Rumpf eines Erwachsenen bis zum Becken. Rundum sind zahlreiche Griffschlitze vorhanden, die auch dem Angurten dienen können. Bretter können plan oder an den Längsrändern leicht rinnenförmig nach oben gewölbt sein. Eine Wölbung versteift das Board, hilft die Person darauf zu fixieren und erleichtert das Untergreifen auf planem Untergrund. Die Unterseite ist glatt oder mit Längskufen ausgestattet, um gut über Leitern oder Treppen zu rutschen oder etwa auf einem Geländer gedreht zu werden, die Höhe beträgt vier bis fünf, mit Kufen auch sechs Zentimeter. Zum Fixieren des Kopfes gegen Verdrehen können extra Gurtschleifen, Keile und Laschen aufgebaut werden.

## Anwendung

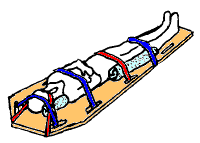
Fixierung des Patienten

Ähnlich wie bei der Schaufeltrage wird das Spineboard unter den Patienten geschoben oder dieser darauf gehoben. Der Patient kann mit mehreren Helfern achsengerecht gedreht werden, damit das Spineboard hinter seinem Rücken positioniert werden kann. Danach werden das Spineboard und der Patient wieder in Rückenlage gebracht. Anschließend muss er mit einem Kopffixierset und einem mehrteiligen Gurtsatz beziehungsweise mit einem Patientenfixiersystem (auch „Spinne“ genannt) fixiert werden und ist zum Transport bereit. Eine weitere Anwendung ist die patientenschonende Rettung aus Kraftfahrzeugen. Nach Entfernen des Autodaches wird das Board zwischen Patienten und Sitz geschoben und der Patient dann mit mehreren Helfern achsengerecht auf das Brett gezogen. Wenn der Patient in ganzer Länge auf dem Board liegt, wird es wieder in die Horizontale gebracht und der Patient kann aus dem Fahrzeug gehoben werden.
Auch bieten sich Spineboards auf Grund der zahlreichen Griffmöglichkeiten zur Rettung von Personen aus unwegsamem Gelände an.
Bei der Rettung von Unfallopfern mit Verdacht auf eine Verletzung der Wirbelsäule oder des Gehirns gilt die Immobilisierung mit dem Spineboard in Kombination mit einer Kopffixierung oder die Verwendung von Vakuummatratzen international als Goldstandard der vorklinischen Versorgung und des Transports.

## Nachteile
Neben den unbestreitbaren Vorteilen einer Immobilisierung von Unfallopfern mit Verdacht auf Wirbelsäulenverletzung wurden auch Nebenwirkungen und Nachteile publiziert, die mit der Zeitdauer der Immobilisierung zunehmen. Genannt werden Schmerzen, Druckulzera, erhöhter Hirndruck, Verlängerung des stationären Aufenthaltes und Schwierigkeiten bei der klinischen Untersuchung. Genannt wird auch eine Verlängerung der Hospitalphase, Schwierigkeiten bei der Intubation und das Risiko von Frakturdislokationen bei älteren Patienten.
Der Unfallchirurg in der Klinik sollte deshalb das Spineboard möglichst bald entfernen. In der Praxis wird die bildgebende Diagnostik (Röntgen, Computertomographie, MRT) häufig mit der Immobilisierung durchgeführt. Eine systematische Analyse von CT-Aufnahmen mit einem Röntgenphantom zeigte keine Artefakte durch das Spineboard, wohl aber durch Kopffixierungen. Selbst Kopffixierungen aus Weichschaum-Kunststoff erzeugten Artefakte.

## Verfügbarkeit
Mittlerweile finden sich Spineboards nahezu flächendeckend in allen Rettungswagen in Deutschland.
Bei der Wasserrettung werden schwimmfähige Spineboards häufig eingesetzt. Hierbei ist vor allem die Tatsache, dass das Spineboard auch im Wasser eingesetzt werden kann, von Vorteil, da man das Board einfach unter den Patienten schieben kann. Es dient in erster Linie zum Fixieren des Patienten für das Anbordbringen bzw. den Transport mit dem Motorrettungsboot oder als Trage für das Anlandbringen.
Des Weiteren hat das Land Nordrhein-Westfalen die Abrollbehälter MANV und die Gerätewagen Sanität des Katastrophenschutzes mit Spineboards ausgestattet. Das Land Rheinland-Pfalz hat die Ausstattung bei allen Rettungswagen umgesetzt. Auch das Bundesamt für Bevölkerungsschutz und Katastrophenhilfe hat sich entschlossen, in den beschafften Gerätewagen Sanität je fünf Spineboards mitzuführen – ebenso der Freistaat Bayern.